# كأس أوروبا الوسطى 1969–70
كأس أوروبا الوسطى 1969–70 هو الموسم 30 من كأس أوروبا الوسطى. كان عدد الأندية المشاركة فيه 16، وفاز فيه نادي فاساس.